# Antoine Claude Bouret
Antoine Claude Bouret (né le 6 décembre 1732 et mort le 16 septembre 1783) est un comédien français du XVIIIe siècle, sociétaire de la Comédie-Française.

## Biographie
Après avoir débuté à l’Opéra-Comique, Antoine Claude Bouret joue à la Foire Saint-Laurent où il remporte un grand succès. En décembre 1762, il fait ses débuts à la Comédie-Française, où il est reçu sociétaire en 1764. Antoine Claude Bouret se spécialise dans le répertoire comique (Monsieur de Pourceaugnac de Molière, entre autres) et, en particulier, dans les rôles de valets niais. Il prend sa retraite en 1783 et meurt quelques mois plus tard, la même année.

## Carrière à la Comédie-Française
Entré en 1762
Nommé 151e sociétaire en 1764
Départ en 1783
(source : Base documentaire La Grange et registres numérisés des Feux, site de la Comédie-Française)
- 1762 : Amphitryon de Molière : Sosie (débuts)
- 1765 : Tartuffe de Molière : M. Loyal
- 1765 : Le Légataire universel de Jean-François Regnard : M. Gaspard
- 1765 : L'Étourdi de Molière : Anselme
- 1765 : Le Café ou l'Écossaise de Voltaire : Fabrice
- 1765 : Le Joueur de Jean-François Regnard : Le marquis
- 1765 : L'Avare de Molière : Maître Simon
- 1765 : Le Médecin malgré lui de Molière : Géronte
- 1765 : La Coupe enchantée de Jean de La Fontaine et Champmeslé : Bertrand
- 1765 : Le Philosophe sans le savoir de Michel-Jean Sedaine : Le domestique de d'Esparville
- 1765 : L'École des femmes de Molière : Alain
- 1765 : L'École des maris de Molière : Le notaire
- 1765 : Les Fourberies de Scapin de Molière : Géronte
- 1766 : Le Médecin malgré lui de Molière : Géronte
- 1766 : Don Japhet d'Arménie de Paul Scarron : Le bailli
- 1766 : George Dandin de Molière : Colin
- 1766 : Le Festin de Pierre de Thomas Corneille d'après Molière : Pierrot
- 1766 : Le Joueur de Jean-François Regnard : Toutabas
- 1766 : Le Dépit amoureux de Molière : Polidore
- 1766 : Les Plaideurs de Jean Racine : Chicaneau
- 1766 : Turcaret ou le Financier d'Alain-René Lesage : Flamand
- 1766 : L'École des maris de Molière : Le commissaire
- 1766 : Les Femmes savantes de Molière : Lépine
- 1766 : Le Chevalier à la mode de Dancourt : Le notaire
- 1766 : Les Précieuses ridicules de Molière : Jodelet
- 1766 : L'Homme à bonnes fortunes de Michel Baron : Ergaste
- 1766 : Les Femmes savantes de Molière : Julien
- 1766 : L'Avare de Molière : Le commissaire
- 1766 : L'Amour médecin de Molière : M. Desfonandres
- 1766 : Le Malade imaginaire de Molière : Thomas Diafoirus
- 1767 : Eugénie de Beaumarchais : Robert
- 1767 : Le Mercure galant d'Edme Boursault : Michaut
- 1767 : La Comtesse d'Escarbagnas de Molière : Thibaudier
- 1767 : Le Misanthrope de Molière : Dubois
- 1767 : Monsieur de Pourceaugnac de Molière : Pourceaugnac
- 1768 : La Gageure imprévue de Michel-Jean Sedaine : Dubois
- 1768 : La Partie de chasse de Henri IV de Charles Collé : Un braconnier
- 1769 : Le Bourgeois gentilhomme de Molière : Le maître à danser
- 1769 : Le Père de famille de Denis Diderot : La Brie
- 1769 : Le Mercure galant d'Edme Boursault : Brigandeau
- 1770 : Le Médecin malgré lui de Molière : Lucas
- 1770 : Nanine de Voltaire : Blaise
- 1771 : Le Médecin malgré lui de Molière : Robert
- 1771 : Le Fils naturel de Denis Diderot : Silvestre
- 1771 : Les Précieuses ridicules de Molière : Almanzor
- 1772 : Le Père de famille de Denis Diderot : M. Le Bon
- 1772 : Le Légataire universel de Jean-François Regnard : M. Scrupule
- 1773 : Le Centenaire de Molière de Jean-Baptiste Artaud : George Dandin
- 1775 : Le Gâteau des rois de Barthélemy Imbert : Orgon
- 1775 : Le Barbier de Séville de Beaumarchais : Le notaire